# Kißleberfeld
Kißleberfeld ist ein Wohnplatz der Gemeinde Warberg im Landkreis Helmstedt in Niedersachsen.
Im Zuge der Auflösung der Staatsdomäne in Warberg wurden am 1. April 1938 18 Neubauernstellen geschaffen. Weil deren Landflächen teilweise weit von der Ortslage Warberg entfernt lagen, wurde, um die Ackerflächen leichter bewirtschaften zu können, ungefähr mittig zwischen den Dörfern Warberg und Esbeck für sieben Neubauern davon der Weiler Kißleberfeld erbaut. Diese Neuansiedlung wurde Kißleberfeld genannt, nach der nahegelegenen Wüstung Groß Kißleben. Die neuen Bauernhöfe wurden als Zweiseitenhöfe im Niedersachsenstil errichtet. 1938 wurde in Kißleberfeld auch eine Poststelle eingerichtet, die bis 1973 bestand.
Bis heute hat sich Kißleberfeld kaum vergrößert und ist noch immer landwirtschaftlich geprägt. Durch Kißleberfeld führt die Landesstraße 641. Sie zweigt zwischen Sunstedt und Süpplingen von der Bundesstraße 1 ab und führt durch Lelm, Räbke, Warberg und Kißleberfeld und endet in Esbeck an der Bundesstraße 244. Im Schülerverkehr fahren Busse von Kißleberfeld nach Helmstedt, Schöningen, Süpplingen und Warberg. Außer landwirtschaftlicher Direktvermarktung mittels Verkaufsautomaten sind in Kißleberfeld keine Einkaufsmöglichkeiten oder Gastronomie vorhanden. Zur Infrastruktur Kißleberfelds gehören eine Löschwasserentnahmestelle und ein Postbriefkasten.